# Великая среда
Вели́кая среда́ (греч. Μεγάλη Τετάρτη), Страстна́я среда — среда Страстной недели, на которой вспоминаются покаяние грешницы, помазавшей миром Иисуса Христа в доме Симона и этим приготовившая Иисуса к погребению, а также решение Иуды предать Христа первосвященникам за тридцать сребреников.

## Евангельский рассказ
…сказал ученикам Своим: вы знаете, что через два дня будет Пасха, и Сын Человеческий предан будет на распятие. Тогда собрались первосвященники и книжники и старейшины народа во двор первосвященника, по имени Каиафы, и положили в совете взять Иисуса хитростью и убить; но говорили: только не в праздник, чтобы не сделалось возмущения в народе. Когда же Иисус был в Вифании, в доме Симона прокаженного, приступила к Нему женщина с алавастровым сосудом мира драгоценного и возливала Ему возлежащему на голову.
— Мф. 26:1-7
У Луки и Иоанна рассказ о помазании Иисуса миром относится не к Великой среде, рассказ Марка совпадает с Матфеем.
После этого, вошёл сатана в Иуду (Лк. 22:3) и пошёл он к первосвященникам «чтобы предать Его им. Они же, услышав, обрадовались, и обещали дать ему сребренники. И он искал, как бы в удобное время предать Его» (Мк. 14:10-11).

## Богослужение

### Православная церковь

#### Утреня

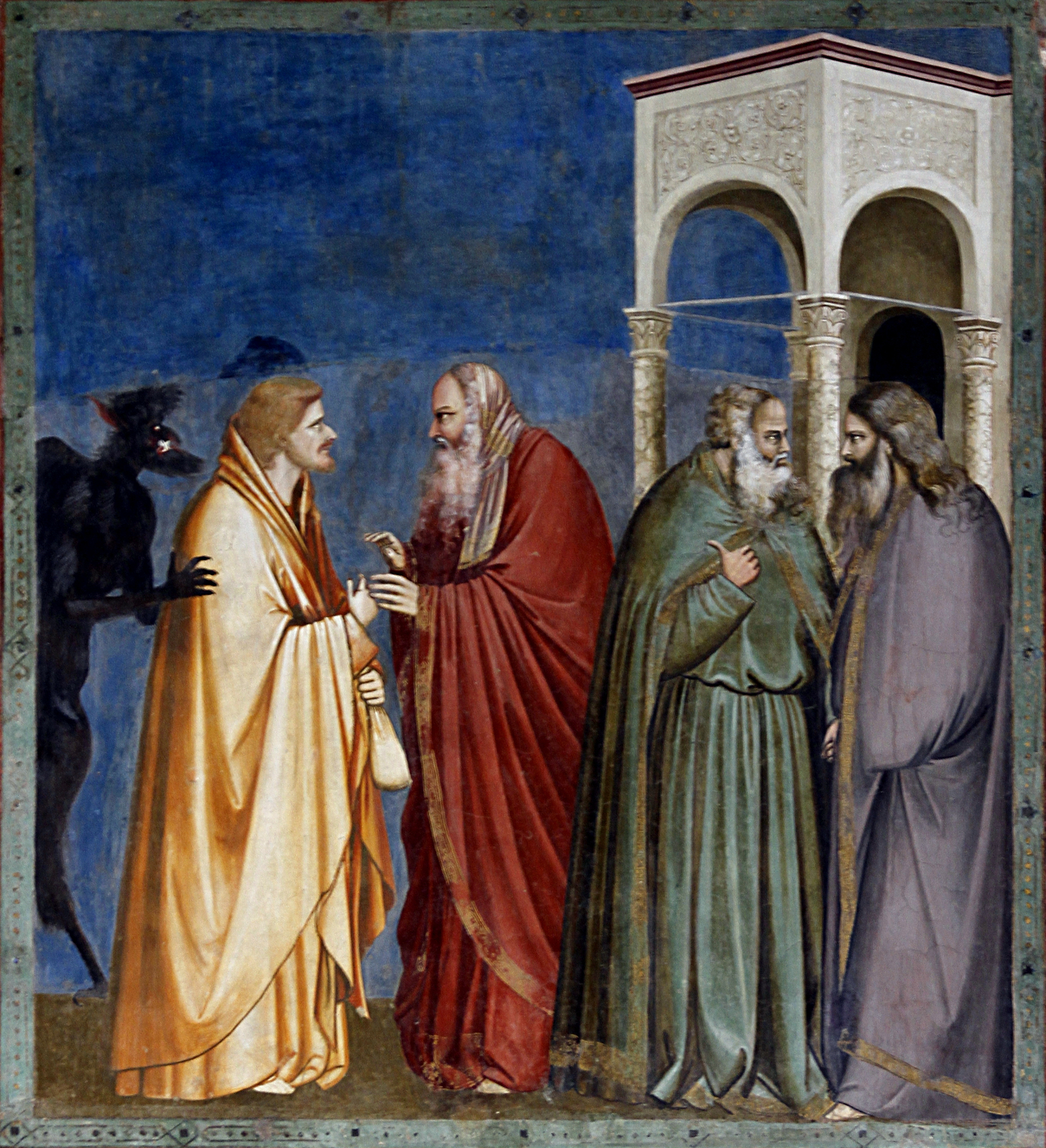
Иуда получает деньги за предательство (Джотто, капелла Скровеньи)

Утреня совершается по чину великопостной, то есть после шестопсалмия поётся Аллилуиа со стихами. Затем хор троекратно исполняет особый тропарь первых трёх дней Страстной седмицы:
Се Жени́х гряде́т в полу́нощи, / и блаже́н раб, его́же обря́щет бдя́ща: / недосто́ин же па́ки, его́же обря́щет уныва́юща. / Блюди́ у́бо душе́ моя́, / не сном отяготи́ся, / да не сме́рти предана́ бу́деши, / и Ца́рствия вне затвори́шися, / но воспряни́ зову́щи: / Свят, Свят, Свят еси́ Бо́же, / Богоро́дицею поми́луй нас.
Вот, Жених (то есть Христос) приходит в полночь. Блажен тот раб, которого Он найдёт бодрствующим, и недостоин тот, которого Он найдёт спящим. Будь внимательна, душа моя, чтобы не быть отягощённой сном, быть преданной смерти и остаться за затворёнными дверями Царства. Но восстань, взывая: Свят, свят, свят еси Боже, молитвами Богородицы помилуй нас.
Этот тропарь, являясь реминисценцией притчи о десяти девах, напоминает верующим о Страшном суде и призывает их к духовному бодрствованию. Во время пения тропаря совершается по обычаю (отсутствующему в Типиконе) полное каждение храма и молящихся. 
После чтения рядовой кафизмы из Псалтири молящимся предлагается Евангелие с предсказанием об искупительной крестной смерти Христа и об основании им Церкви среди язычников (Ин. 12:17-50). Канон утрени Великой среды представляет собой трипеснец (то есть содержит только три песни из девяти возможных:  третью, восьмую и девятую) Космы Маюмского. После девятой песни канона троекратно  поётся ексапостиларий (светилен) первых четырёх дней Страстной седмицы (реминисценцию притчи о брачном пире):
Черто́г Твой ви́жду, Спа́се мой, украше́нный, / и оде́жды не и́мам, да вни́ду в Онь: / просвети́ одея́ние души́ моея́, / Светода́вче, и спаси́ мя.
Вижу Твой украшенный (брачный) Чертог, Спаситель, но не имею (достойной) одежды, чтобы войти в Него. Просвети одежды души моей, Дарующий свет, и спаси меня.
Упоминаемый в ексапостиларии чертог представляет собой, по мнению толкователей, горницу Тайной вечери, и молящимся предлагается, таким образом, задуматься о том, насколько достойны они быть свидетелями и участниками событий Страстной седмицы. Уставом предусмотрено, что этот важный ексапостиларий должен исполняться канонархом посреди храма со свечой в руках, а молящиеся совершают земной поклон.

#### Часы
В Великую среду (как и Великие понедельник и вторник) часы совершаются по образцу великопостных - с земными поклонами на тропарях каждого часа и на молитве Ефрема Сирина. Особенностью часов этих трёх дней являются:
- Чтение Евангелия на каждом часе. Типиконом предлагается прочесть за эти три дня четыре Евангелия полностью (за исключением повествования о Страстях Христовых). В современной приходской практике чтение Евангелия на часах начинается гораздо раньше - на второй седмице Великого поста, так что в Великую среду читается уже Евангелие от Иоанна.
- На шестом часе читается не Книга пророка Исайи (как в будние дни шести предыдущих седмиц), а первые главы пророка Иезекииля. В Великую среду прочитывается отрывок Иез. 2:3-10 и Иез. 3:1-3 - Иезекииль направляется Господом с проповедью к людям "огрубелым лицем и жестоким сердцем" и съедает свиток со словами "плача, стона и горя".

На 9-м часе совершается Великий отпуст как на великом повечерии, при этом Типикон специально указывает, что молящиеся слушают отпуст, низко склонившись к земле. После отпуста совершается чин прощения, подобный положенному на вечерне Прощёного воскресения, на которой предстоятель и молящиеся взаимно испрашивают друг у друга прощение за прошедшее время Четыредесятницы. Русские Чиновники XVII века предписывают совершать чин прощения на архиерейском богослужении, с благовестом; в современной практике чин прощения совершается, но особым образом не акцентируется.

#### Литургия
В Великую среду последний раз за Великий пост совершается литургия преждеосвященных даров. 10 стихир на «Господи, воззвах» посвящены двум темам: покаянию грешницы, умывшей слезами ноги Спасителя, и предательству, замышляемому Иудой. Самоотвержение блудницы и сребролюбие ближайшего ученика, спасение одной и гибель другого противопоставляются друг другу, так, например, третья стихира гласит:

Егда грешная приношаша миро, тогда ученик соглашатеся пребеззаконным. Овая убо радовашеся, истощающи миро многоценное; сей же тщашеся продати Безценнаго. Сия Владыку познаваше, а сей от Владыки разлучашеся. Сия свобождашеся, а Иуда раб бываше врагу. Люто есть леность, велие покаяние, еже мне даруй, Спасе, пострадавый о нас, и спаси нас.
Перевод
Когда грешница приносила миро, тогда ученик сговаривался с беззаконными. Она радовалась, растрачивая драгоценное миро; он же пытался продать Бесценного. Она приближалась к Владыке, он убегал от Него. Она освободилась (от власти греха), а он стал рабом врагу. Ужасная леность, но велико покаяние, его же даруй и мне Спаситель, пострадавший за нас, и спаси нас

Наиболее известной из стихир этого цикла является последняя. В отличие от предыдущих стихир, имена авторов которых не сохранились, она имеет автора — преподобную Кассию (IX век). В этой стихире раскаявшаяся блудница сопоставляется с Евой:

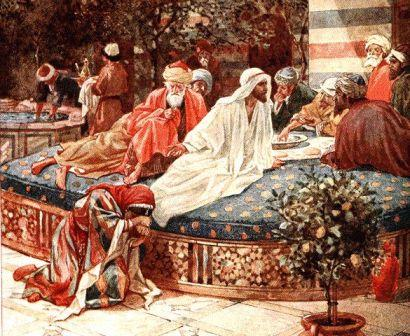
Помазание Иисуса (Уильям Холл)

Господи, яже во многия грехи впадшая жена, Твое ощутившая Божество, мироносицы вземши чин, рыдающи миро Тебе прежде погребения приносит: увы мне глаголющи! яко нощь мне есть разжжение блуда невоздержанна, мрачное же и безлунное рачение греха. Приими моя источники слез, иже облаками производяй моря воду. Приклонися к моим воздыханием сердечным, приклонивый небеса неизреченным Твоим истощанием: да облобыжу пречистеи Твои нозе, и отру сия паки главы моея власы, ихже в раи Ева, по полудни, шумом уши огласивши, страхом скрыся. Грехов моих множества, и судеб Твоих бездны кто изследит? Душеспасче Спасе мой, да мя Твою рабу не презриши, иже безмерную имеяй милость
Перевод
Женщина, предавшаяся многим грехам, Твое, Господи, ощутившая Божественное естество, как мироносица, рыдая, приносит Тебе миро прежде погребения, говоря: О, горе мне! Огонь невоздержанного блуда, мрачное и безлунная ночь греха. Приклонись к моим сердечным воздыханиям, Приклонивший небеса несказанным Твоим истощанием, да облобызаю пречистые Твои ноги и отру их своими волосами — те самые ноги, шаги которых Ева в раю услышав, в страхе скрылась. Множество грехов моих и бездну судеб Твоих кто увидит? Спаситель души моей, имеющий безмерную милость, не презри Твою рабу.

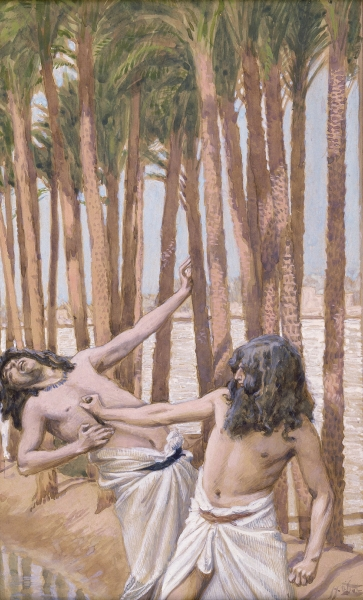
Моисей поражает египтянина (Тиссо)

В качестве паремий предлагаются следующие ветхозаветные тексты:
- рассказ об убийстве Моисеем обидчика-египтянина, его бегстве из Египта и жизни в доме мадианитянина Иофора (Исх. 2:11-22),
- второе искушение Иова — поражение проказой, его верность Богу (Иов. 2:1-10)

Первая паремия символически предображает Христа, избавляющего Свой народ от рабства греху (обидчик-египтянин), отвергнутого Своим народом («Кто поставил тебя начальником и судьею над нами?» (Исх. 2:14)) и обретении нового народа — Церкви. Вторая паремия готовит верующих к мысли о страданиях Христовых, рассказывая об испытании Иова, доказавшего верность Богу даже в неизлечимой болезни. Следует заметить, что на богослужении читается отрывок из книги Иова, содержащий удивительно яркие слова жены Иова, присутствующие только в славянской Библии (их нет ни в Септуагинте, ни в Вульгате, ни в современном Синодальном переводе):

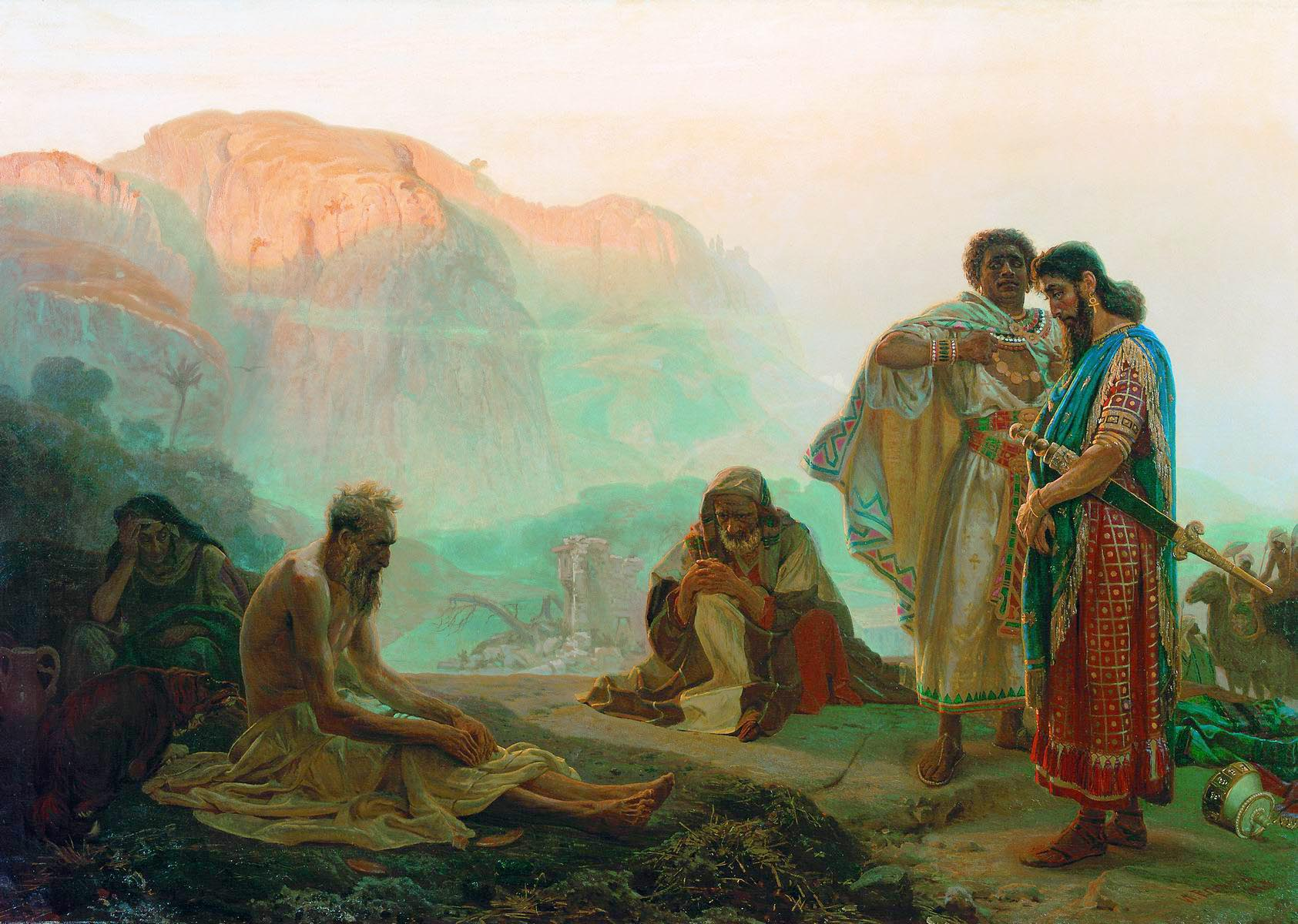
Иов и его друзья (И. Е. Репин)

Времени же многу минувшу, рече к нему жена его глаголющи: доколе терпиши, се пожду время ещё мало, чающи надежди спасения моего. Се бо потребися от земли память твоя, сынове твои и дщери, моего чрева болезни и труды, имиже вотще трудихся с болезньми: ты же сам в гнои червей седиши, обнощевая вне без покрова, и аз скитающися и служащи, место от места преходящи, и дом от дому, ожидающи солнца, когда зайдет, да почию от трудов моих, и от болезней, яже мя ныне обдержат. Но рцы глагол некий ко Господу, и умри
Перевод
По прошествии долгого времени сказала ему жена: доколе будешь терпеть? Еще подожду немного, ожидая надежды спасения моего. Уничтожена с земли память твоя, сыновья и дочери твои, болезни моего чрева и труды, которыми напрасно я трудилась в болезни. Ты сидишь в гною с червями, не имея крова даже ночью. Я скитаюсь и служу, переходя от места к месту, из дома в дом, и ожидаю заходящего солнца, когда усну от трудов и болезней, мучающих меня. Но похули Бога и умри.

На литургии читается евангельский рассказ о помазании Иисуса миром в доме Симона прокажённого и о предательстве Иуды (Мф. 26:6-16)). Апостол на литургии не читается.
Перед отпустом на литургии последний раз читается молитва Ефрема Сирина «Господи и Владыко живота моего» (после Великой среды её разрешено келейно читать монашествующим до Великой пятницы). В конце службы читается особый отпуст: «Грядый Господь на вольную страсть нашего ради спасения, Христос, истинный Бог наш, молитвами Пречистыя Своея Матере, святых славных и всехвальных апостол, святых праведных Богоотец Иоакима и Анны и всех святых…».

### Католическая церковь
Первое чтение Литургии слова — из книги Исайи (Ис. 50:4-9), евангельское чтение этого дня (Мф. 26:14-25) повествует о предательстве Иуды и о предсказании Христом его предательства на Тайной Вечере. В Великую среду (или Великий четверг) совершается особое богослужение — «Tenebrae» (темная полунощница), которое служится в полутёмном храме и состоит из библейских чтений и чтений Отцов Церкви.
Коллекта Великой среды в римском обряде:

Боже, Ты возжелал, чтобы Сын Твой ради нас взошёл на крест и тем победил враждебные нам силы. Дай нам, рабам Твоим, обрести благодать воскресения. Через Господа нашего Иисуса Христа, Твоего Сына, Который с Тобою живёт и царствует в единстве Святого Духа, Бог, во веки веков.

В амвросианском обряде на мессе до литургической реформы Павла VI читался отрывок Мф. 26:1-5, повествующий о планах первосвященников и книжников «взять Иисуса хитростью и убить», после реформы к этому отрывку добавляется Мф. 26:14-16, в котором Иуда соглашается принять 30 сребренников за предательство.

### Древневосточные церкви
В западно-сирском, восточно-сирийском, коптском, армянском обрядах богослужение Великой среды, как и предшествующих Великих понедельника и вторника, характеризуется обилием библейских чтений. Так в восточно-сирском обряде в Великую среду читаются Быт. 40:1-23 (сны фараоновых хлебодара и виночерпия и истолкование снов Иосифом), Нав. 23:1-16 (последнее завещание Иисуса Навина израильтянам). Армянская церковь, подчёркивая особый траурный характер Великой среды, как и двух предшествующих дней, не совершает литургии. В западно- и восточно-сирийских обрядах в эти три дня служится литургия преждеосвященных даров.